# Herrarnas parhoppning i svikthopp i simhopp vid olympiska sommarspelen 2008
De 3 meter svikthoppen för herrar i par i simhopp under de olympiska sommarspelen i Peking 2008 hölls den 13 augusti i Beijing National Aquatics Center, mer känt som "vattenkuben". Endast en omgång av dessa sviktsimhopp hölls som innehöll åtta deltagare. Alla fick hoppa sex hopp var. 

## Medaljörer
| Event                         | Guld                       | Silver                                   | Brons                                     |
| Parhoppning 3 meter svikthopp | Wang Feng och Qin Kai Kina | Dmitri Sautin och Jurij Kunakov Ryssland | Illja Kvasja och Oleksij Prygorov Ukraina |

## Resultat
| Placering | Nation                                       | Hopp  | Hopp  | Hopp  | Hopp  | Hopp  | Hopp  | Totalt |
| Placering | Nation                                       | 1     | 2     | 3     | 4     | 5     | 6     | Totalt |
| --------- | -------------------------------------------- | ----- | ----- | ----- | ----- | ----- | ----- | ------ |
| 1         | Kina Wang Feng Qin Kai                       | 57,60 | 55,80 | 83,70 | 89,76 | 87,72 | 94,50 | 469,08 |
| 2         | Ryssland Dmitri Sautin Jurij Kunakov         | 54,60 | 52,20 | 80,10 | 79,56 | 67,32 | 88,20 | 421,98 |
| 3         | Ukraina Illja Kvasja Oleksij Pryhorov        | 51,00 | 43,20 | 79,56 | 78,54 | 84,00 | 78,75 | 415,05 |
| 4         | USA Chris Colwill Jevon Tarantino            | 51,00 | 50,40 | 76,26 | 72,42 | 85,05 | 75,60 | 410,73 |
| 5         | Kanada Alexandre Despatie Arturo Miranda     | 53,40 | 49,80 | 77,40 | 71,61 | 77,52 | 79,56 | 409,29 |
| 6         | Tyskland Pavlo Rozenberg Sascha Klein        | 50,40 | 52,20 | 73,44 | 76,65 | 76,65 | 73,50 | 402,84 |
| 7         | Storbritannien Nick Robinson-Baker Ben Swain | 51,00 | 49,20 | 76,26 | 67,50 | 81,90 | 76,50 | 402,36 |
| 8         | Australien Scott Robertson Robert Newbery    | 50,40 | 51,60 | 56,73 | 82,62 | 77,70 | 74,55 | 393,80 |